# Amphilochus borealis
Amphilochus borealis is een vlokreeftensoort uit de familie van de Amphilochidae. De wetenschappelijke naam van de soort is voor het eerst geldig gepubliceerd in 1949 door Enequist.